# ヒット歌謡No.1
『ヒット歌謡No.1』（ヒットかようナンバーワン）は、1970年4月1日から1971年9月29日までTBS系列局で放送されていたTBS製作の音楽番組である。放送時間は毎週水曜 21:00 - 21:30 （日本標準時）。

## 概要
3人の落語家を司会に起用した異色の公開音楽番組で、毎回3 - 4人の歌手たちによる歌を挿みながらマンスリーゲストの「今月の歌」を紹介していた。
当時はプロ野球ナイター中継が20:00 - 21:26に編成されていたため、その影響で放送休止になる場合があった。

## 司会
- 七代目立川談志
- 五代目三遊亭圓楽
- 月の家円鏡（後の八代目橘家圓蔵）